# Bod Károly (mezőgazda)
Albisi Bod Károly (Selye, 1814. november 4. – Simontelke, 1885. június 1.) magyar gazdálkodó.

## Élete
Apját aki református pap volt, korán elvesztette, anyja makfalvai Dózsa Klára. Mint elődje, Bod Péter, ő is lelkipásztorkodással kezdette küzdelmes életét, később a marosvásárhelyi református kollégiumban elvégezte a jogi s teológiai évfolyamot; nem érezett azonban hajlamot a papi pályára, a keszthelyi gazdasági intézetbe ment, melynek befejézése után az ottani uradalomban alkalmazták. 1843-ban ismereteinek kibővítése céljából bejárta Német- és Olaszországot, mégpedig nagyobbrészt gyalog. A szabadságharcban mint tüzértiszt vett részt. A románok elfogták és hosszabb ideig tartották Besztercén, majd Medgyesen fogva. Később a Kemény és Bethlen grófi családok jószágait több évig kezelte. Utolsó éveiben simontelki kis birtokán a gabonaneműeken élő parazitákat tanulmányozta; sikerült is egy új fajt, a Schizonevra ceraliumot felfedeznie, mely a búza és árpa gyökerén élősködik s melyet dr. Szaniszló Albert ismertetett és nevezett el.

## Munkái
Gazdasági tárgyú gyakorlati irányú cikkei az Ismertető (1841), Magyar Gazda (1846), Kertész Gazda (1867), Erdélyi Gazda (1871–72), Kolozsvári Közlöny, Kelet, Korunk és Ellenzékben jelentek meg.